# Ekman (släkter)
Ekman är ett efternamn som innehas av många släkter, de flesta utan inbördes samband. 

## Kända Ekmansläkter
Svenskt biografiskt lexikon har upplysningar om sex kända Ekmansläkter. De benämns där 
- Östgötasläkten Drysander, sedan Ekman[2]
- Göteborgssläkten[3]
- Dalstorpssläkten från Västergötland[4]
- Västmanland-Dalasläkten[5]
- Skånesläkten[6]
- Gotlandssläkten[7]

En känd släkt från Stockholm:
- Ekman (skådespelarsläkt)

Utöver dessa släkter finns en relativt känd Ekmansläkt från Vännebo i Grangärde socken i Dalarna och en annan från Näshults socken i Småland.

## Ekman (Drysander)
Släktens förste kände medlem Erik Bertilsson (Ericus Bartoldi), död 1550, var först munk i Skänninge, men blev efter reformationen luthersk präst och slutligen kyrkoherde i Ekebyborna i Östergötland. Sonsönerna Eric och Petrus, båda kyrkoherdar, tog sig namnet Drysander, bildat genom en latinisering av födelseorten, byn Ekeby vid sjön Boren. Eric Drysanders son Jonas Drysander (1635-1679) blev godsförvaltare och ändrade namnet till Ekman. 
En sentida ingift medlem av denna släkt var botanisten Elisabeth Ekman, född Åkerhielm (1862-1936).
De utdöda adliga ätterna Gripenstierna och Gripenmarck stammade båda från Petrus Drysander, Eric Drysanders yngre bror.

## Ekman från Västmanland-Dalarna
Ekman från Västmanland/Dalarna anses härstamma från Husby socken där det under 1600- och 1700-talet fanns en Ekmansläkt bördig från gården Ekvallen, som tidigare hette Torkishol under Stephanus Olai Bellinus ägo. Släktens förste kände medlem Anders Ekman, som var ingift i Bellini släkt och tog över gården, var borgare i Lindesberg och anges i kyrkböckerna vara född i Husby socken 1678.
Till Västmanland-Dalana släkten hörde arkitekten Frithiof Ekman (1871–1941).

## Ekman från Dalstorp
Ekman från Dalstorp härstammar från fogden vid mitten av 1600-talet Peder Håkansson i Dalstorps socken. Bland hans barn tog sig flera, däribland borgmästaren Håkan Ekman namnet Ekman. Bröderna stavade namnet Eekman, en syster Eckman, senare användes stavningen Ekman. Försök har gjorts att knyta samman släkten med Göteborgssläkten Ekman, då flera namn i de tidiga generationerna förekommer i båda släkterna, men ingen koppling har hittats.

## Ekman från Skåne
Till Skånesläkten Ekman hörde
- Otto Kristian Ekman (1791–1866), läkare och fornforskare
  - Carl Daniel Ekman (1845–1904), uppfinnare och ingenjör